# Apamea sordida
Apamea sordida là một loài bướm đêm trong họ Noctuidae.